# Bandera del Gabon
La bandera del Gabon actual és la bandera nacional de Gabon de l'any 1960 ençà. Està composta per tres franges horitzontals d'igual mida, el de la franja superior és verd i simbolitza la flora del país, la central és groga i representa el color del sol, i la inferior és blava com l'oceà Atlàntic.

## Història i evolució
Els francesos van aconseguir el control de l'actual Gabon el 1839, quan un cap local els va lliurar la sobirania de la seva terra. La Conferència de Berlín de 1885 va solidificar la reclamació de França al territori mitjançant el reconeixement diplomàtic, i més tard va passar a formar part de l'Àfrica Equatorial Francesa el 1910. Sota el domini colonial francès sobre Gabon, les autoritats van prohibir a la colònia d'utilitzar la seva pròpia bandera colonial distintiva. Això va ser perquè els preocupava que això pogués augmentar el sentiment nacionalista i conduir a crides a la independència.
Tanmateix, amb l'auge del moviment de descolonització a Àfrica, els francesos es van veure obligats a concedir una autonomia limitada a Gabon com a república autònoma dins de la Comunitat Francesa. Això es va concedir el 1958 després que es va celebrar un referèndum per donar suport a la proposta.
La República autònoma del Gabon va utilitzar la bandera francesa del 28 de novembre de 1958 al 29 de juny de 1959. En aquesta data fou adoptada la bandera de l'autonomia, en proporció 3:4, de tres franges horitzontals desiguals (7:2:7) i la bandera francesa al cantó superior. El verd simbolitzava la vegetació del país, el blau l'oceà Atlàntic, i el groc la línia de l'Equador; la bandera francesa representava la pertinença a la Unió Francesa.
Del març de 1960 ençà el Gabon va sortir de la Unió i la bandera francesa fou eliminada de les banderes, però aquest fet no va tenir cap suport legislatiu, puix que se'n volia canviar el disseny. El 9 d'agost de 1960 el canvi va ser aprovat i les tres franges es van fer d'igual mesura, desapareixent la bandera francesa; la proporció 3:4 es va mantenir. Aquesta nova bandera fou adoptada oficialment el dia de la independència, 17 d'agost de 1960. Aquesta mateixa bandera, en proporció 2:3, fou establerta com a bandera de proa dels vaixells.

Bandera de la República Autònoma de Gabon el 1959
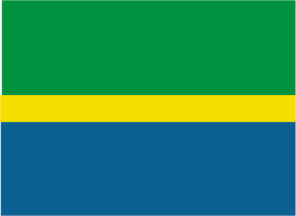
Bandera no oficial de la República Autònoma de Gabon el 1960

## Bandera presidencial
Una bandera basada en l'escut nacional fou establerta com a estendard del president i va romandre fins al 1990 quan es va establir la bandera nacional amb un disc blanc al centre amb l'escut de Gabon i sota les inicials del president.

Estendard del president de la República de Gabon del 1960 al 1990
Estendard del president de la República de Gabon des del 1990

## Banderes militars
Les forces armades estan compostes dels exèrcits de terra, marina i aviació. El Ministre de Defensa i el cap de l'estat major tenen una bandera distintiva del seu rang.
L'exèrcit de terra és professional amb més de tres mil homes i té una bandera pròpia.
La marina va ser creada el desembre de 1960 i va tenir el seu primer vaixell (una patrullera) el 1961, passant a dependre de l'exèrcit de terra el 1975 fins que el 1983 va esdevenir autònoma i va adoptar el seu pavelló i després banderes pel cap de la Marina, el cap de la flota, i altres càrrecs secundaris.
L'aviació va ser creada el 1968 amb un sol helicòpter, i va esdevenir autònoma el 1972; el 1986 se'n va separar l'Aviació Lleugera (helicòpters, inclosos els de la marina i l'exèrcit de terra) tenint cada cos la seva bandera.
La defensa civil disposa d'un batalló de Sapadors -Bombers amb bandera pròpia. La policia, creada el 1960, també té una bandera. Finalment la Guàrdia Republicana fou creada el 1964 després del cop d'estat avortat per tropes franceses, i fa funcions bàsicament de guàrdia presidencial, disposant igualment de bandera pròpia.

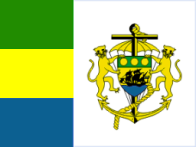
Pavelló de la Marina de la República de Gabon